# 마리노 그리마니

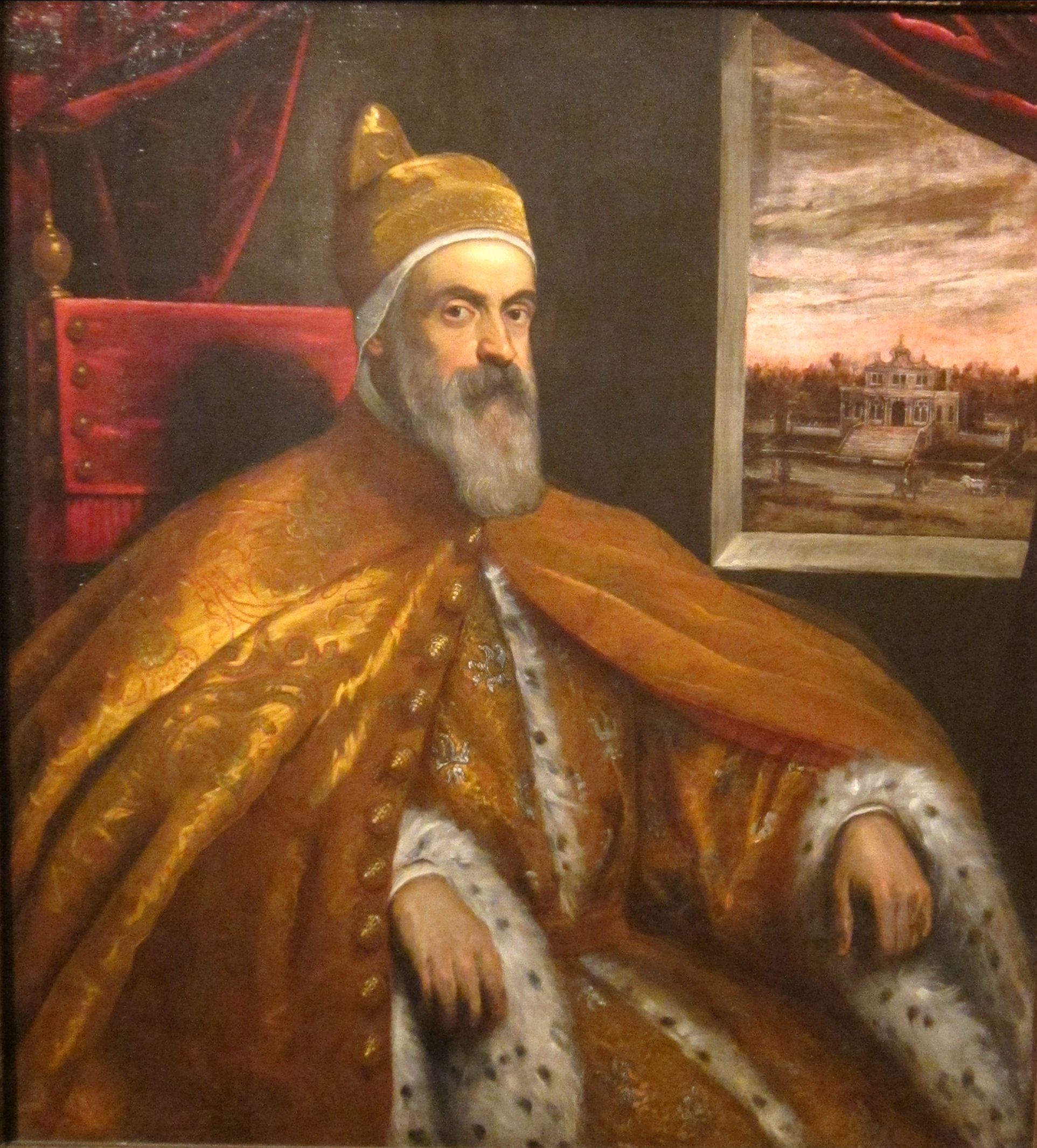
도메니코 틴토렌토가 그린 마리노 그리마니의 초상화.

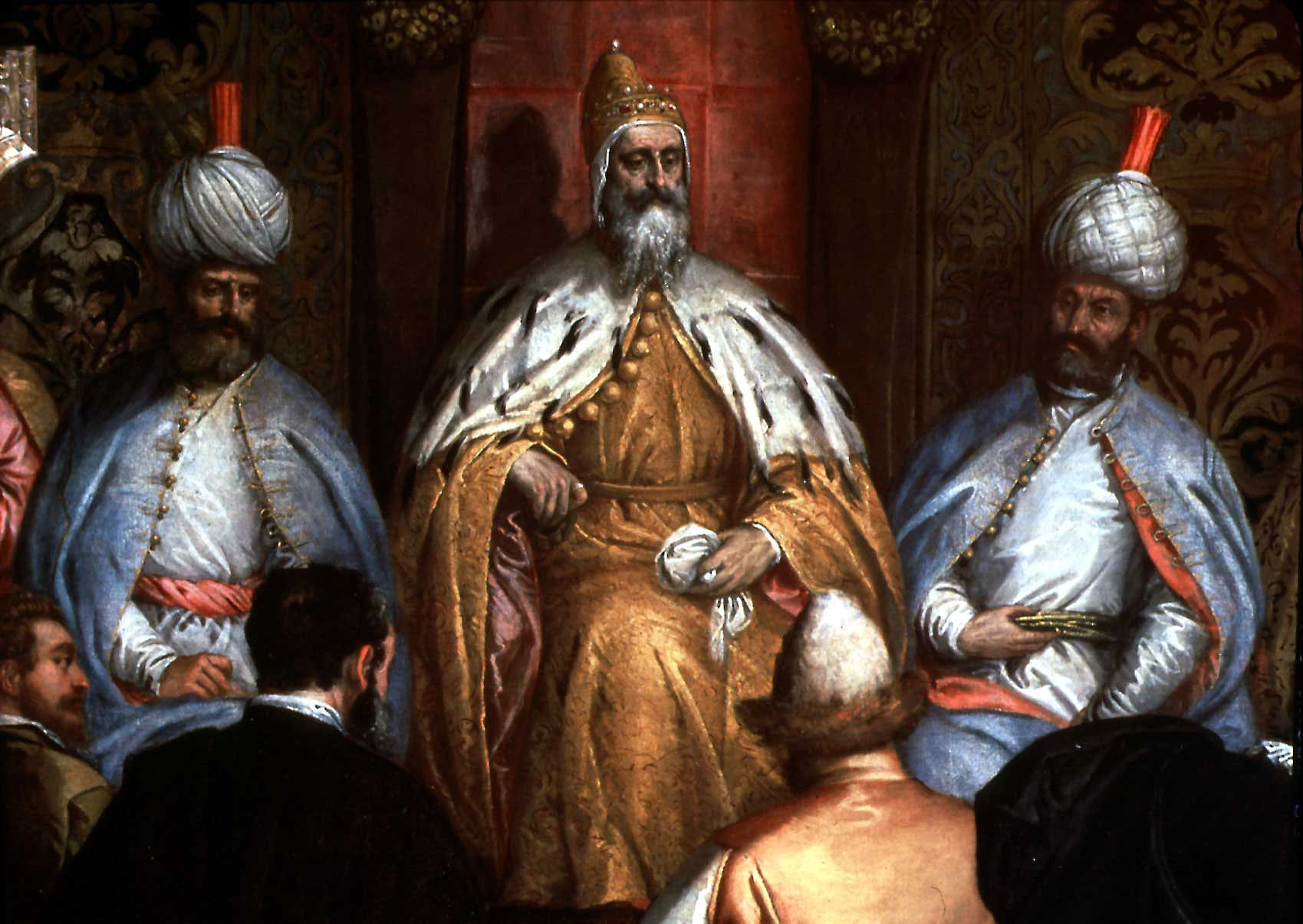
가브리엘레 칼리아리가 그린 1600년 경 페르시아의 대사를 접하고 있는 마리노 그리마니. (베네치아 두칼레 궁전 소장)

마리노 그리마니(Marino Grimani, 1532년 7월 1일 – Venice, 1605년 12월 25일)은 1995년 4월 26일부터 사망할때까지 수행한 제89대 베네치아 공화국의 도제이다. 그리마니의 재임 기간은 주로 두 가지 이유로 기억된다:
1. 그의 부인 모로시나 모로시니와의 화려한 대관식
2. 교황과의 불화가 일어나며 교황 바오로 5세는 그리마니의 후임자 레오나르도 도나토 재임 기간 (1606–1607)에 베네치아 공화국을 파문시켰다.

## 배경과 도제 이전 생애, 1532년–95년
그리마니는 1532년에 도나토 피사니(Donata Pisani)와 지롤라모 그리마니(Girolamo Grimani)의 아들로 태어났다. 그리마니의 아버지는 부유하고 유능한 정치인이었다. 주어진 그의 부유한 배경으로 마리노는 상대적으로 젊은 나이에 포데스타가 됐고, 로마의 바티칸 주제 베네치아 대사로 임명되었다. 베네치아로 돌아온 후에는 카발리에레가 되었다. 그는 도시 정치에서 활발하게 활동했고 사람들의 찬사를 얻기 위해 엄청난 부를 사용했다.

## 도제 시절, 1595년–1605년
파스콸레 치코냐가 사망한 후, 그리마니는 도제 후보 중 한 명이었다. 70회의 투표를 거쳤지만, 후보자 중 누구도 선거에 필요한 표를 얻지 못했다. 이 시점에서 그리마니는 이 교착 상태를 해소하기 위해 "선물"을 자유롭게 사용해, 마침내 1595년 4월 26일 도제로 선출됐다.
그리마니가 가진 대중들의 인기로, 그의 선출은 길고 긴 축제와 기념 행사가 벌어졌고, 도제부인 모로시나 모로시니의 대관식은 새로운 풍성한 축제로 시작됐다.
1601년과 1604년 사이 그리마니 지도하의 베네치아 공화국은 베네치아 공화국내 교황의 힘을 제한하고 성직자들의 특권을 없애는 법령들을 통과시켰다. 이것은 1605년 말에 베네치아가 두 명의 성직자를 일반 범죄자로 기소하고, 그들의 성직자 면책이 세속 법정에서 부정당하면서 중심으로 떠올랐다. 1605년 12월 10일 교황 바오로 5세는 베네치아에 공식적인 항의를 보냈다.
그리마니는 교황과의 분쟁을 풀지 못한체 1605년 12월 25일에 사망했다.